# Црни обелиск
Црни обелиск je роман немачког књижевника Ерихa Марије Ремарка објављен 1956. године.
У роману се описују догађаји из Ремарковг живота. После демобилизације 1921. године будући писац је продавао надгробне споменике у радионици, која је припадала браћи Фогт у његовом родном граду Оснабрику. Као и хероj романа Ремарк jе свирао оргуље у капели при градскоj болници да добије бесплатни доручак и гледао живот болесника у одељењу за психијатриjy. 1922. године Ремарк је отишао из Оснабрика, зато што је добио посао новинара у Хановеру.

## Садржаj
Радња се одвија у Немачкоj 1923. године у провинцијском градићу Верденбрик. У држави влада инфлација, курсне листе мењају неколико пута током дана, почиње пораст популарности националистичких партија.
Хероj романа Лудвиг Бодмер је учесник Првог светског рата, представник «изгубљене генерације». Он ради у фирми за продају надгробних споменика код друга из истог пука Георга.
У болници за душевне болести Лудвиг сретне симпатичну девојку, која пати од раздвајања личности. Њено право име је Женевјева, али она себе назива Изабела, а њега понекад Рудолф или Ролф. У току приповедања Лудвиг дуго разговора са Изабелом о љубави, смислу живота и богу. 
Изненада она оздравља и личност Изабеле се истискује личношћу Женевјеве. Лекар Вернике прича о узроку њене болести. После смрти њеног оца мајка јој се удала за породичног пријатеља Рудолфа, у којег је Женевјева била заљубљена. Али сада се Женевјева више не сећа Лудвига.
Лудвиг иде у Берлин.
У епилогу Лудвиг обиђе Оснабрик после Другог светског рата и прича шта се десило са лицима.

## Основни ликови
- Лудвиг Бодмер је главни лик. Учесник Првог светског рата, представник «изгубљене генерације». Он ради у фирми за продају надгробних споменика код друга из истог пука Георга.
- Георг Крољ je такође учесник Првог светског рата, Лудвигов друг из истог пука, жесток противник рата, за разлику од свога брата Генриха.
- Генрих Крољ je брат Георга Кроља, доследан следбеник национализама, ради заједно са Георгом и Бодмером.
- Фрау Крољ je њихова мајка.
- Едуард Кноблох — власник хотела и ресторана «Валхала».
- Наредник Кнопф је ратни ветеран, пијаница и изгредник. Живи у суседству са фирмом браће Крољ.
- Герда Шнејдер је гимнастичарка, која се допада Лудвигу Бодмеру.
- Пастор Бодендик је капелан болнице за душевних болесника, у којеj Лудвиг Бодмер свирао оргуље недељом.
- Вернике је лекар, који ради у болници, где Лудвиг је посећивао Изабелу.
- Женевјева Терговен (Изабела) je девојка, која пати од раздвајања личности, права љубав Лудвига.